# Омолой
Омоло́й — река в России. Протекает по территории Эвено-Бытантайского, Булунского и Усть-Янского улусов Якутии. Названа русскими по имени Омолоя — главы юкагирского рода, жившего на этой реке.
Длина — 593 км, площадь бассейна — 38,9 тыс. км². По площади бассейна Омолой занимает 8-е место среди рек Якутии и 37-е — в России. Для бассейна характерна густая речная сеть — 0,65 км/км².
В бассейне Омолоя производится добыча россыпного золота, что ведёт к сильному загрязнению вод. На берегах реки расположены населённые пункты — Намы, Сайылык, Кериске, Хайыр.

## Гидрография
Исток реки находится в Сиетиндэнском хребте (система Верхоянского хребта), течёт на север вдоль хребта Кулар, затем выходит на Приморскую низменность. Впадает в губу Буор-Хая моря Лаптевых, образует эстуарий.
Питание снеговое и дождевое. В верховьях наледи. Омолой замерзает в октябре, вскрывается в начале июня. Толщина льда превышает 150 см. В первые месяцы лета происходит высокое половодье, уровень поднимается на 6 м, часты дождевые паводки. В устье на 60 км проникают нагонные колебания уровня.
Распределение стока по месяцам: май — 2 %, июнь — 32 %, июль — 27 %, август — 27 %, сентябрь — 12 %. В остальные время стока нет, река промерзает до дна. Объём стока 4,261 км³/год, слой стока 140 мм. Сток взвешенных наносов до 2,7 млн т/год.
Среднегодовой расход воды в районе села Намы (352 км от устья) составляет 35,99 м³/с, наибольший (138,59 м³/с) приходится на июнь (данные наблюдений с 1979 по 1993 год).
Мутность воды в период открытого русла незначительна — 15-40 г/м³. Минерализация от 15 до 100 мг/л.

## Данные водного реестра
По данным государственного водного реестра России и геоинформационной системы водохозяйственного районирования территории РФ, подготовленной Федеральным агентством водных ресурсов:
- Бассейновый округ — Ленский
- Речной бассейн — Яна
- Речной подбассейн — Яна ниже впадения Адычи
- Водохозяйственный участок — Реки бассейна моря Лаптевых от границы бассейна реки Лены на западе до границы бассейна реки Яны на востоке[7].

## Притоки
Объекты перечислены по порядку от устья к истоку.
- 7,7 км: Балаган-Айаана
- 13 км: Дьоппон
- 14 км: Элгэс
- 30 км: река без названия
- 36 км: Барбахчаан
- 41 км: Тэнкичээн
- 52 км: Кумах-Айаан
- 58 км: река без названия
- 66 км: река без названия
- 80 км: река без названия
- 85 км: Тонголло
- 96 км: река без названия
- 108 км: Батар-Юрях
- 114 км: Ефима
- 114 км: Хайыр-Юрэгэ
- 117 км: Бырдьанга
- 127 км: Улахан-Кюэгюлюр
- 130 км: Кюп-Юрэгэ
- 159 км: Былыктыыр
- 165 км: река без названия
- 166 км: Тыылаах
- 170 км: Даласалаах
- 178 км: Василий-Юрэгэ
- 190 км: Арга-Юрях
- 208 км: Урасалаах
- 227 км: река без названия
- 228 км: река без названия
- 235 км: река без названия
- 243 км: река без названия
- 248 км: река без названия
- 248 км: река без названия
- 254 км: река без названия
- 255 км: Кыса-Барыы-Юрэх
- 258 км: Буор-Юрях
- 279 км: Куранах-Юрях
- 283 км: Кучаанай
- 287 км: Суордаах
- 287 км: Сэнньиэрэ
- 292 км: Кыыллаах
- 311 км: Кыатанда
- 317 км: Ат-Сээнэ
- 334 км: Бакы
- 338 км: Кириэнньэ
- 338 км: Кыыллаах
- 388 км: От-Юрэх
- 392 км: Лабыкта-Салаа
- 394 км: Бёрёлёёх
- 398 км: Дайыылаах
- 408 км: Токур-Юрях
- 425 км: река без названия
- 430 км: река без названия
- 430 км: Игирэлэр
- 433 км: Сиэтиндьэ
- 437 км: река без названия
- 437 км: Сис-Юрэгэ
- 439 км: река без названия
- 447 км: Тайахтаах-Юрях
- 448 км: Игнатий-Балаганнаага
- 455 км: река без названия
- 459 км: река без названия
- 463 км: река без названия
- 471 км: река без названия
- 474 км: Саха-Аартыга
- 476 км: река без названия
- 482 км: река без названия
- 482 км: Этэгэлээх
- 485 км: Аата-Суох
- 489 км: Антыгындя
- 502 км: Бухурук
- 502 км: Туора-Юрях
- 505 км: река без названия
- 521 км: река без названия
- 537 км: река без названия
- 540 км: Бугурун
- 553 км: Курунг-Юрях
- 555 км: Чойдоох
- 565 км: Аата-Суох
- 583 км: Аччыгый-Чоорхообул